# Cantonul Cayenne Centre
Cantonul Cayenne-Centre este un canton din arondismentul Cayenne, Guyana Franceză, Franța.